# فرناندو گینر
فرناندو گینر (انگلیسی: Fernando Giner؛ زادهٔ ۳۱ دسامبر ۱۹۶۴) بازیکن فوتبال اهل اسپانیا است.
از باشگاه‌هایی که در آن بازی کرده‌است می‌توان به باشگاه فوتبال هرکولس، باشگاه فوتبال لوانته، باشگاه فوتبال اسپورتینگ خیخون، و باشگاه فوتبال والنسیا اشاره کرد.
وی همچنین در تیم‌های ملی فوتبال زیر ۱۸ سال اسپانیا، زیر ۲۱ سال اسپانیا، و اسپانیا بازی کرده‌است.